# أولافور إلياسون
أولافور إلياسون (من مواليد 1967) هو فنان دانمركي آيسلندي معروف بالتماثيل وفن التركيب على نطاق واسع يستخدم مواد أولية مثل الضوء والماء ودرجة حرارة الهواء لتعزيز تجربة المشاهد. في عام 1995 أسس استوديو أولافور إلياسون في برلين، وهو مختبر للأبحاث المكانية. مثل أولافور الدنمارك في مهرجان بينالي البندقية الخمسين في عام 2003 وفي وقت لاحق من ذلك العام قام بتثبيت مشروع الطقس في قاعة التوربينات في تيت مودرن بلندن.

## روابط خارجية
- أولافور إلياسون على موقع IMDb (الإنجليزية)
- أولافور إلياسون على موقع الموسوعة البريطانية (الإنجليزية)
- أولافور إلياسون على موقع مونزينجر (الألمانية)
- أولافور إلياسون على موقع ميوزك برينز (الإنجليزية)